# Duets: The Final Chapter
Duets: The Final Chapter (engl. für: Duette: Das letzte Kapitel, auch bekannt als The Biggie Duets) ist das vierte und letzte Studioalbum des US-amerikanischen Rappers The Notorious B.I.G. Es wurde postum am 20. Dezember 2005, mehr als acht Jahre nach dem Tod des Künstlers, über das Label Bad Boy Records veröffentlicht. In den USA wurde der Tonträger für mehr als eine Million verkaufte Exemplare mit Platin ausgezeichnet.

## Inhalt
Für die Songs des Albums wurden verschiedene Aufnahmen von The Notorious B.I.G. verwendet. Die meisten von diesen stammen aus Liedern seiner drei vorhergehenden Studioalben Ready to Die, Life After Death und Born Again. Biggies Verse wurden mit neuen Instrumentalen unterlegt und, wie der Titel des Albums vermuten lässt, durch diverse Gastbeiträge unterschiedlicher Künstler ergänzt. Zu diesen gehören unter anderem Eminem, P. Diddy, Twista, Jay-Z, Faith Evans, Snoop Dogg, Ludacris, Nelly, The Game, Lil Wayne, 2Pac, Nas, Mary J. Blige, Mobb Deep, R. Kelly, Bob Marley und KoRn.

## Produktion
Die Beats des Albums wurden von einer Vielzahl unterschiedlicher Produzenten produziert. Zu diesen gehören unter anderem Eminem, Swizz Beatz, Danja, Jazze Pha, Just Blaze, Havoc und Scott Storch. Außerdem beinhalten acht Songs Samples diverser Lieder aus verschiedenen Musikgenres.

## Covergestaltung
Das Albumcover zeigt eine schwarz-rote Zeichnung des Rappers mit einer Krone auf dem Kopf. Der Hintergrund ist in weiß gehalten und die Schriftzüge The Notorious B.I.G. sowie Duets The Final Chapter in schwarz bzw. rot befinden sich oben links im Bild.

## Titelliste
| #  | Titel                             | Zeit | Gastbeiträge                                                      | Produzenten                                                             | Samples                                   | Originaltext (Album)                                                                        |
| -- | --------------------------------- | ---- | ----------------------------------------------------------------- | ----------------------------------------------------------------------- | ----------------------------------------- | ------------------------------------------------------------------------------------------- |
| 1  | "B.I.G. Live in Jamaica (Intro)"  | 1:22 |                                                                   | Jeffery "J-Dub" Walker for The Hitmen                                   |                                           |                                                                                             |
| 2  | "It Has Been Said"                | 3:18 | Eminem, Obie Trice & P. Diddy                                     | Eminem                                                                  | "Victory" von Puff Daddy                  |                                                                                             |
| 3  | "Spit Your Game"                  | 4:13 | Twista & Krayzie Bone                                             | Swizz Beatz                                                             | "My Ship Is Coming In" von Walter Jackson | "Notorious Thugs" (Life After Death)                                                        |
| 4  | "Whatchu Want (The Commission)"   | 3:54 | Jay-Z                                                             | Danja                                                                   |                                           | "What You Want" (Freestyle)                                                                 |
| 5  | "Get Your Grind On"               | 5:25 | Freeway, Big Pun & Fat Joe                                        | Sean Cane & LV for The Hitmen                                           |                                           | "My Downfall" (Life After Death)                                                            |
| 6  | "Living the Life"                 | 4:28 | Faith Evans, Cheri Dennis, Bobby Valentino, Ludacris & Snoop Dogg | Coptic Sounds                                                           | "Take Time to Tell Her" von Jerry Butler  | "Let Me Get Down" (Born Again)                                                              |
| 7  | "The Greatest Rapper (Interlude)" | 0:08 | Christopher Wallace, Jr.                                          |                                                                         |                                           |                                                                                             |
| 8  | "1970 Somethin’"                  | 3:25 | Faith Evans & The Game                                            | Dre & Vidal & Static Major                                              |                                           | "Respect" (Ready to Die)                                                                    |
| 9  | "Nasty Girl"                      | 4:50 | P. Diddy, Nelly, Jagged Edge & Avery Storm                        | Jazze Pha                                                               |                                           | "Nasty Boy" (Life After Death)                                                              |
| 10 | "Living in Pain"                  | 4:01 | 2Pac, Mary J. Blige & Nas                                         | Just Blaze                                                              | "Blue Sky Silver Bird" von Lamont Dozier  | "House of Pain" (unveröffentlicht)                                                          |
| 11 | "I’m with Whateva"                | 2:33 | Jim Jones, Lil Wayne & Juelz Santana                              | Steven "Stevie J" Jordan for The Hitmen                                 | "Halloween" von John Carpenter            | "Ready to Die" (Ready to Die)                                                               |
| 12 | "Beef"                            | 4:57 | Mobb Deep                                                         | Havoc                                                                   | "My Other Love" von Bunny Sigler          | "What’s Beef?" (Life After Death)                                                           |
| 13 | "My Dad (Interlude)"              | 0:10 | T-yanna Wallace                                                   |                                                                         |                                           |                                                                                             |
| 14 | "Hustler’s Story"                 | 5:47 | Scarface, Akon & Big Gee                                          | Jeffery "J-Dub" Walker & Mario Winans for The Hitmen, Reefa & Suga Mike |                                           | "You’ll See" (Bad Boy Promotional Tape)                                                     |
| 15 | "Breakin’ Old Habits"             | 4:38 | T.I. & Slim Thug                                                  | Chink Santana                                                           |                                           | "Young G’s" (No Way Out)                                                                    |
| 16 | "Ultimate Rush"                   | 3:48 | Missy Elliott                                                     | Scott Storch                                                            | "Drugs" von Lil’ Kim                      | "Why You Tryin' to Play Me?" / "Drugs" (The Projects Presents: Balhers Forever / Hard Core) |
| 17 | "Mi Casa"                         | 4:12 | R. Kelly & Charlie Wilson                                         | Jeffery "J-Dub" Walker & Mario Winans for The Hitmen & DJ Green Lantern |                                           | "Friend of Mine" (Ready to Die)                                                             |
| 18 | "Little Homie (Interlude)"        | 0:34 |                                                                   | Deric "D-Dot" Angelettie for The Hitmen & Harve "Joe Hooker" Pierre     |                                           |                                                                                             |
| 19 | "Hold Ya Head"                    | 2:47 | Bob Marley                                                        | Clinton Sparks                                                          | "Johnny Was" von Bob Marley               | "Suicidal Thoughts" (Ready to Die)                                                          |
| 20 | "Just a Memory"                   | 4:30 | The Clipse                                                        | Scram Jones                                                             |                                           | "You’re Nobody (Til Somebody Kills You)" / "Come On" (Life After Death / Born Again)        |
| 21 | "Wake Up"                         | 3:35 | KoRn                                                              | Jonathan Davis & Atticus Ross                                           |                                           | " If I Should Die Before I Wake" / "Kick in the Door" (Born Again / Life After Death)       |
| 22 | "Love Is Everlasting (Outro)"     | 0:57 |                                                                   |                                                                         |                                           |                                                                                             |

## Singleauskopplungen
Als Singles des Albums wurden die Lieder Nasty Girl, das in Deutschland Platz 8 erreichte und sich 15 Wochen in den Top 100 halten konnte, sowie Spit Your Game ausgekoppelt.

## Kommerzieller Erfolg

### Chartplatzierungen
Duets: The Final Chapter stieg Anfang des Jahres 2006 bis auf Platz 55 in den deutschen Albumcharts und konnte sich insgesamt neun Wochen in den Top 100 halten. In den USA stieg das Album auf Platz 3 ein und hielt sich 20 Wochen in den Charts.
| ChartsChartplatzierungen       | Höchstplatzierung | Wochen |
| ------------------------------ | ----------------- | ------ |
| Deutschland (GfK)              | 55 (9 Wo.)        | 9      |
| Schweiz (IFPI)                 | 29 (11 Wo.)       | 11     |
| Vereinigte Staaten (Billboard) | 3 (20 Wo.)        | 20     |
| Vereinigtes Königreich (OCC)   | 13 (15 Wo.)       | 15     |

| ChartsJahrescharts (2006)      | Platzierung |
| ------------------------------ | ----------- |
| Vereinigte Staaten (Billboard) | 52          |

### Auszeichnungen für Musikverkäufe
| Professionelle Bewertungen | Professionelle Bewertungen |
| -------------------------- | -------------------------- |
| Kritiken                   |                            |
| Quelle                     | Bewertung                  |
| Rolling Stone              | [ 11 ]                     |
| allmusic                   | [ 12 ]                     |
| RapReviews                 | [ 13 ]                     |

In den Vereinigten Staaten wurde Duets: The Final Chapter im Jahr 2006 für über eine Million Verkäufe mit einer Platin-Schallplatte ausgezeichnet, während das Album im Vereinigten Königreich ebenfalls 2006 für mehr als 100.000 verkaufte Exemplare eine Goldene Schallplatte erhielt.
| Land/Region                  | Auszeichnungen für Musikverkäufe (Land/Region, Auszeichnung, Verkäufe) | Verkäufe  |
| ---------------------------- | ---------------------------------------------------------------------- | --------- |
| Irland (IRMA)                | Platin                                                                 | 15.000    |
| Neuseeland (RMNZ)            | Gold                                                                   | 7.500     |
| Vereinigte Staaten (RIAA)    | Platin                                                                 | 1.000.000 |
| Vereinigtes Königreich (BPI) | Gold                                                                   | 100.000   |
| Insgesamt                    | 2× Gold · 2× Platin ·                                                  | 1.122.500 |